# Giovanni Agnelli (imprenditore 1866)
Giovanni Agnelli (Villar Perosa, 13 agosto 1866 – Torino, 16 dicembre 1945) è stato un imprenditore, politico e militare italiano.
Fu senatore del Regno d'Italia nella XXVI legislatura.
Figlio di Edoardo Agnelli e di Aniceta Frisetti, fu il capostipite della notissima famiglia di imprenditori torinesi, nonno di Gianni Agnelli.
Proprietario terriero, fu ufficiale di cavalleria e senatore del Regno.
Fu tra i fondatori della Fabbrica Italiana Automobili Torino nel 1899, e ne fu amministratore delegato e presidente nonché fondatore e primo presidente dell'Istituto Finanziario Industriale (IFI) nel 1927.

## Biografia
Giovanni Francesco Luigi Edoardo Aniceto Lorenzo nacque il 13 agosto 1866 in una famiglia di proprietari terrieri, tra le mura della casa appartenente al nonno, nel comune piemontese di Villar Perosa; venne iscritto da bambino al collegio San Giuseppe e frequentò poi il ginnasio di Pinerolo, completando gli studi classici a Torino. In seguito venne avviato alla carriera militare presso l'Accademia militare di Modena, dove conseguì il grado di ufficiale di cavalleria di prim'ordine nel Nizza Cavalleria, ma ben presto avvertì un crescente disinteresse per la vita militare. Era infatti attirato dai progressi tecnologici, che a poco a poco, grazie anche alla diffusione delle idee positiviste nell'Europa della Belle Époque, alimentate dai progressi della rivoluzione industriale di matrice anglosassone, stimolavano in lui il desiderio d'intraprendere una carriera dedita interamente alla produzione di nuovi mezzi tecnologici, che in quel periodo iniziavano a rendere più comoda e facile la vita quotidiana. Nel 1889 sposò Clara Boselli (1869 - 1946) e dal matrimonio nacquero due figli: Aniceta Caterina (1889 - 1928), che sposerà il barone Carlo Nasi ed Edoardo (1892 - 1935), che sposerà Donna Virginia Bourbon del Monte, dei principi di San Faustino. Clara, nata a Milano, era la seconda figlia di Leopoldo Boselli (22 luglio 1829 - 18 luglio 1886), avvocato e patriota risorgimentale lombardo.

### Carriera

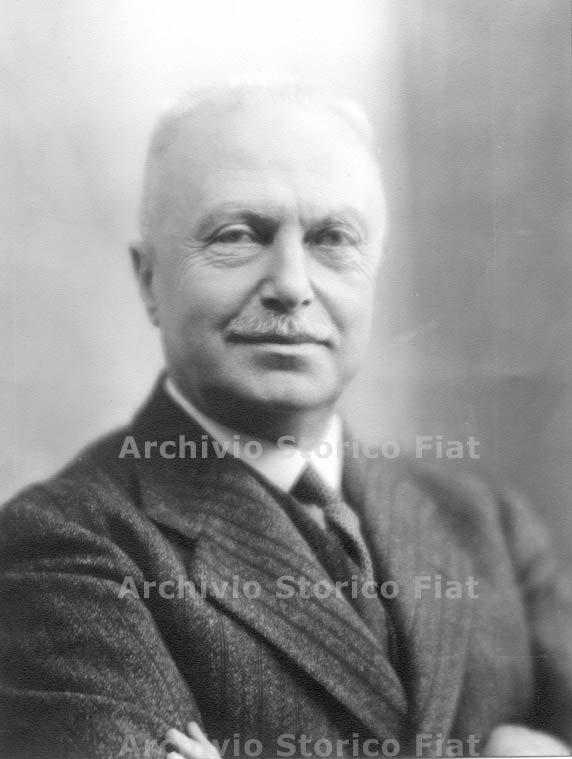
Giovanni Agnelli nel 1940

Abbandonata la carriera militare nel 1893, sviluppò un vivo interesse per la meccanica, che lo portò, senza grossi risultati, ad alcuni tentativi imprenditoriali nel campo. Lasciato l'esercito, tornò a Villar Perosa con l'intenzione di dedicarsi all'attività di famiglia, l'agricoltura. Per breve tempo divenne commerciante di legnami e sementi. A Torino, dove poi si trasferì, frequentava assiduamente il caffè di madame Burello, dove conobbe alcuni aristocratici appassionati di meccanica e di automobilismo.

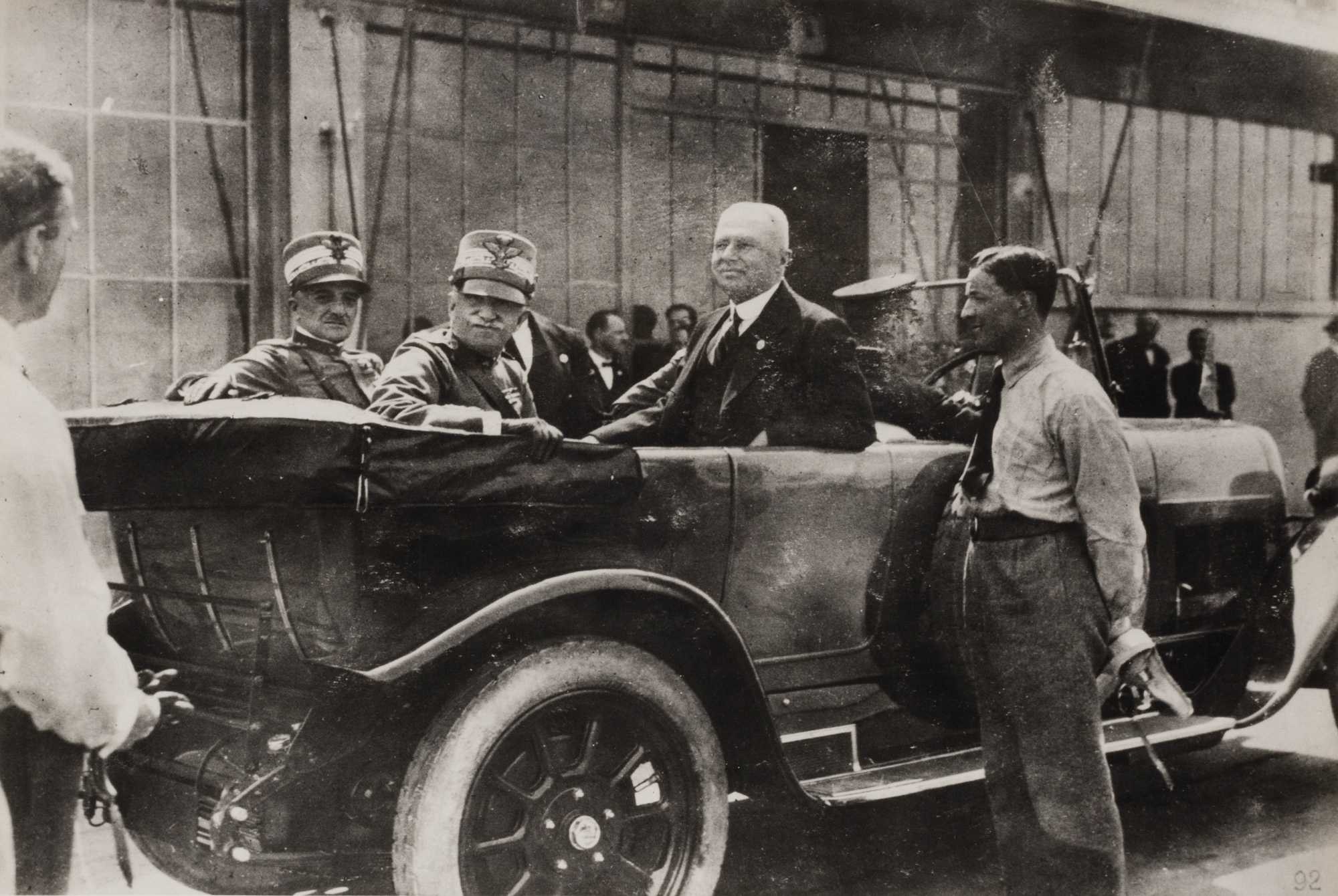
Il re Vittorio Emanuele III in limousine presso lo stabilimento Fiat Lingotto, Torino 1923

Nel 1896 entrò come socio di capitale nelle Officine Storero, che a Torino costruivano biciclette, per le quali concluse un contratto d'importazione in esclusiva dei tricicli Prunelle, dotati di motore a scoppio De Dion-Bouton. L'11 luglio 1899 fondò, insieme ad alcuni investitori molto noti nel campo automobilistico, la Fabbrica Italiana Automobili Torino, conosciuta poi come FIAT.
L'azienda ebbe fin dall'inizio un rapido sviluppo, grazie soprattutto all'amicizia che l'imprenditore condivideva con Giovanni Giolitti (cinque volte primo ministro italiano); fra il 1902 e il 1906 la produzione annua della Fiat passa da 73 a 1.097 vetture, con una crescita media del 72%. I risultati economici superano le aspettative. Nel 1906 la prima società Fiat viene liquidata e ricostituita con un capitale di nove milioni e un oggetto sociale molto ampio, che include, oltre alle automobili, i trasporti ferroviari, i mezzi di navigazione e gli aeroplani. Agnelli risulta il maggiore azionista della società. Nel 1908 avviò la produzione della "Tipo 1 Fiacre", prima automobile pensata come taxi. 
L'automobile venne esportata e richiesta in tutta Europa e, grazie all'auto, negli anni successivi l'azienda conobbe un rapido sviluppo internazionale.
Successivamente progettò la "Fiat Zero", anche se il vero successo arrivò con la prima guerra mondiale nel corso della quale espanse la propria attività in più settori e rifornì l'Esercito di armi e altro materiale militare, ferroviario, ecc.: la FIAT era ormai il terzo gruppo economico italiano.
L’intero gruppo dirigente è travolto dalla crisi del 1906-1907 e anche Agnelli deve dimettersi in seguito al procedimento giudiziario aperto nei suoi confronti per attività speculativa in Borsa; nell’assetto dell’impresa ricostituita nel 1909, però, Agnelli risulta ancora Amministratore delegato. L’imprenditore mette allora in atto un lucido disegno di razionalizzazione produttiva e di integrazione verticale. È una scelta decisiva in un settore che, dopo un esordio all’insegna del dilettantismo e della dimensione artigianale, punta ormai ai grandi numeri, mentre la diversificazione continuava nelle costruzioni navali come nei motori d’aviazione. Veniva così a prendere forma un gruppo complesso e ramificato di dimensioni inusitate anche per il Piemonte, che pure sta vivendo un’intensa trasformazione industriale. Nel 1906 Agnelli aderisce all’iniziativa di fondazione della Lega Industriale di Torino, uno dei principali nuclei costitutivi della futura Confindustria.
Il 1º dicembre 1920 acquistò dal senatore Alfredo Frassati una quota azionaria del 20% del quotidiano torinese La Stampa, con un diritto di prelazione sulla rimanente parte del capitale, il che gli consentì dall'ottobre 1926 di controllare finanziariamente la testata.
In quegli anni viene fondato il famoso stabilimento del "Lingotto" dove venne impiantata la prima catena di montaggio italiana, ispirata alla Ford che l'imprenditore aveva visitato in quegli anni negli Stati Uniti. Nel 1923 la FIAT era un produttore internazionale di automobili e Giovanni Agnelli divenne senatore del Regno. Egli vide inoltre un grande futuro nello sci, sport allora nato da poco. Fra il 1928 e il 1931 acquistò alcuni terreni al colle del Sestriere, in alta Val Chisone, dove costruì la seconda stazione sciistica italiana dopo Bardonecchia che era stata aperta nel 1908.

Mussolini alla Fiat con Agnelli in un comizio agli operai nel 1932

Il successo negli affari di Agnelli venne funestato dalla morte dei figli Aniceta, che aveva sposato Carlo Nasi, nel 1928 ed Edoardo nel 1935, rimasto vittima di un incidente aereo all'idroscalo di Genova. Edoardo, dal 1920 presidente della RIV, era avviato alla carriera del padre e lo sconforto spinse Giovanni Agnelli ad abbandonare l'attività imprenditoriale, ma il parroco del paese lo convinse a cambiare idea. Il decesso del figlio ebbe come conseguenza anche una lunga serie di conflitti, anche legali, con la nuora Virginia Bourbon del Monte, specialmente per quanto riguardava la tutela dei nipoti del senatore. Gli anni successivi, fino allo scoppio della seconda guerra mondiale, registrarono un nuovo notevole sviluppo dell'impero FIAT: venne prodotta la prima Cinquecento, nota tra i consumatori e appassionati di automobilismo come Topolino: l'auto riscosse un ottimo successo internazionale. 
Negli anni quaranta Giovanni Agnelli, ormai settantenne, scelse il nipote Gianni, figlio di Edoardo, come suo successore alla guida delle aziende.

### Dopoguerra e morte
Il 23 marzo 1945 Agnelli (insieme a Vittorio Valletta, Rubulotta Giovanni Alessio e a Giancarlo Camerana), venne accusato dalla Commissione del CLN per le epurazioni di compromissione con il regime fascista e privato temporaneamente della proprietà delle sue imprese, morì a Torino il 16 dicembre 1945. Deferito dall'Alta Corte di giustizia per le sanzioni contro il fascismo il 07/08/1946 con l'imputazione di Senatore ritenuto responsabile di aver mantenuto il fascismo e resa possibile la guerra sia coi loro voti, sia con azioni individuali, tra cui la propaganda esercitata fuori e dentro il Senato. Il procedimento non ha avuto luogo per il decesso. https://patrimonio.archivio.senato.it/repertorio-senatori-regno/senatore/IT-SEN-SEN0001-000015/agnelli-giovanni?t=acgsf
Dal 2002 il suo nome è inserito nell'Automotive Hall of Fame con tutte le maggiori personalità legate al mondo dell'automobile.

## Archivio
La documentazione che testimonia l'attività imprenditoriale di Giovanni Agnelli è conservata nel fondo Fiat dell'Archivio storico Fiat.